# Al Holbert

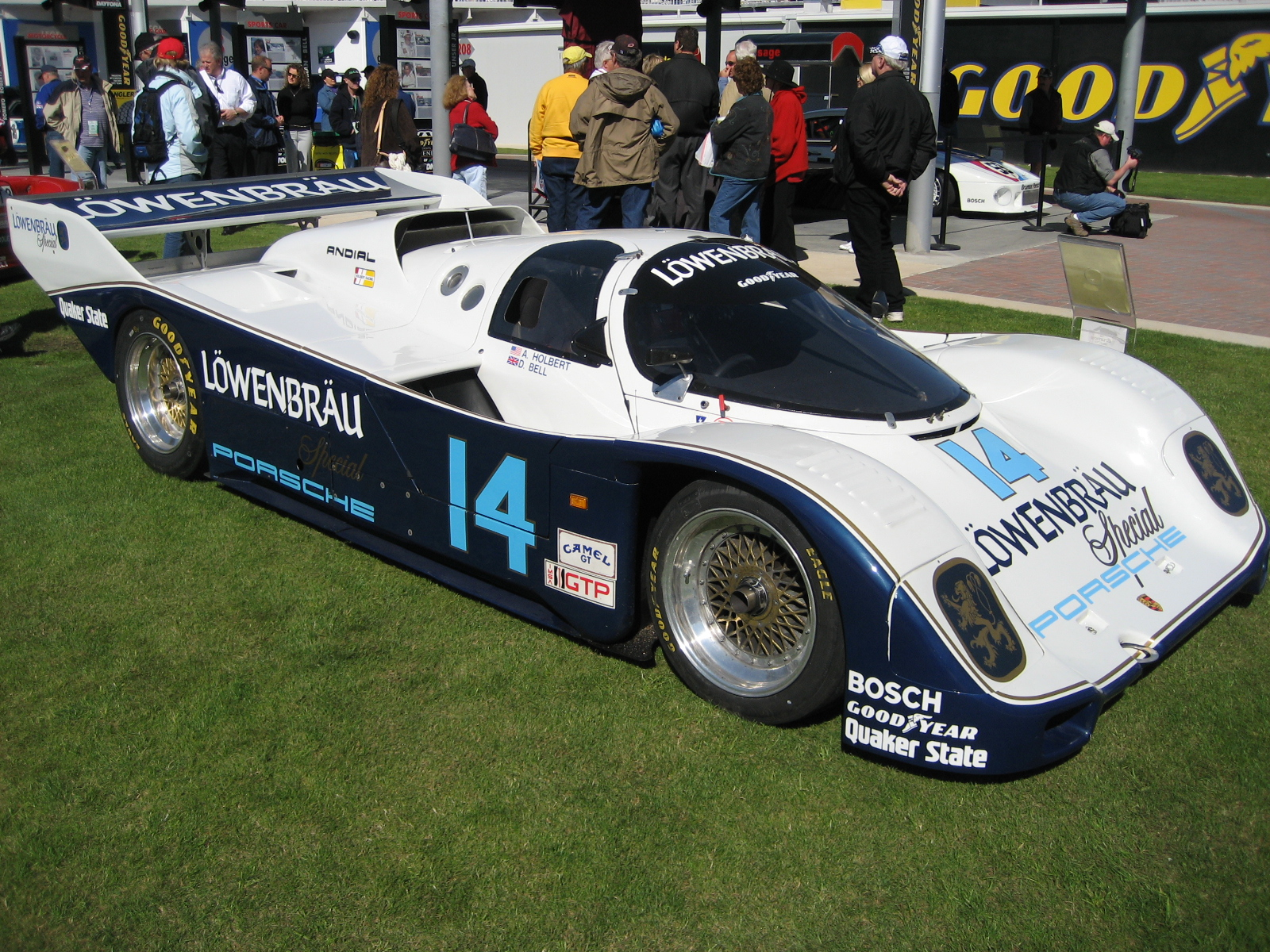
Holberts Porsche 962 aus der IMSA-GTP-Serie

Alvah Robert „Al“ Holbert (* 11. November 1946 in Abington, Pennsylvania; † 30. September 1988 in Columbus, Ohio) war ein US-amerikanischer Unternehmer und Autorennfahrer.

## Karriere
Schon in jungen Jahren kam Al Holbert mit Automobilen und mit dem Motorsport in Berührung. Sein Vater Bob fuhr Sportwagenrennen und betrieb in Warrington, einer Lokalstadt in der Nähe von Philadelphia, eine Porsche-Vertretung. Während seines Technikstudiums arbeitete er bei Roger Penske, für den er auch seine ersten Autorennen fuhr. 1974 wurde Holbert Profirennfahrer und gewann mit den Gesamtsiegen in der IMSA-Sportwagenmeisterschaft seine ersten großen Titel. Sein Einsatzfahrzeug war ein Chevrolet Monza.
Durch die geschäftlichen Verbindungen zu Volkswagen und Porsche wurde Holbert Anfang der 1980er-Jahre Werksfahrer bei Porsche und stieg zu einem der besten Sportwagenpiloten dieser Zeit auf.
Dreimal wurde er Gesamtsieger des 24-Stunden-Rennens von Le Mans. 1983 siegte er gemeinsam mit Vern Schuppan und Hurley Haywood im Werks-Porsche 956. 1986 und 1987 saß er im siegreichen Porsche 962 und teilte sich den Erfolg jeweils mit Hans-Joachim Stuck und Derek Bell. Auch bei den beiden großen US-amerikanischen Langstreckenrennen konnte sich Holbert in die Siegerlisten eintragen. 1986 und 1987 gewann er das 24-Stunden-Rennen von Daytona, 1976 und 1981 auch das 12-Stunden-Rennen von Sebring. Er gewann für Porsche noch zwei weitere Male die IMSA-GTP-Meisterschaft und baute mit Holbert Racing sein eigenes Rennteam auf. Einen IMSA-Titel errang er auf einem March 83G.
Zwischen 1976 und 1979 war er bei 19 NASCAR-Rennen am Start und wurde 1984 Vierter beim 500-Meilen-Rennen von Indianapolis.
Im September 1988 verunglückte Holbert, der viele Jahre President of Porsche Motorsport North America und Geschäftsführer von Holbert Porsche war, beim Absturz einer von ihm geflogenen Piper in der Nähe von Columbus, Ohio tödlich.

## Statistik

### Le-Mans-Ergebnisse
| Jahr | Team                    | Fahrzeug               | Teamkollege          | Teamkollege        | Platzierung | Ausfallgrund |
| ---- | ----------------------- | ---------------------- | -------------------- | ------------------ | ----------- | ------------ |
| 1977 | Inaltera                | Inaltera LM77          | Jean-Pierre Beltoise |                    | Rang 13     |              |
| 1980 | Porsche System          | Porsche 924 Carrera GT | Derek Bell           |                    | Rang 13     |              |
| 1982 | Rothmans Porsche System | Porsche 956            | Hurley Haywood       | Jürgen Barth       | Rang 3      |              |
| 1983 | Rothmans Porsche        | Porsche 956            | Hurley Haywood       | Vern Schuppan      | Gesamtsieg  |              |
| 1985 | Rothmans Porsche        | Porsche 962C           | John Watson          | Vern Schuppan      | Ausfall     | Motorschaden |
| 1986 | Rothmans Porsche        | Porsche 962C           | Derek Bell           | Hans-Joachim Stuck | Gesamtsieg  |              |
| 1987 | Rothmans Porsche        | Porsche 962C           | Derek Bell           | Hans-Joachim Stuck | Gesamtsieg  |              |

### Sebring-Ergebnisse
| Jahr | Team                           | Fahrzeug            | Teamkollege             | Teamkollege        | Platzierung | Ausfallgrund     |
| ---- | ------------------------------ | ------------------- | ----------------------- | ------------------ | ----------- | ---------------- |
| 1972 | Holbert's Porsche-Audi Inc.    | Porsche 911T        | Dieter Oest             | Mike Tillson       | Rang 16     |                  |
| 1975 | Holbert's Porsche-Audi         | Porsche Carrera RSR | Elliott Forbes-Robinson |                    | Rang 12     |                  |
| 1976 | Dickinson Holbert Porsche-Audi | Porsche Carrera RSR | Michael Keyser          |                    | Gesamtsieg  |                  |
| 1979 | JLP Racing                     | Porsche 935 JLP-1   | John Paul senior        |                    | Ausfall     | Kraftübertragung |
| 1980 | Thunderbird Swap Shop          | Porsche 935K3       | John Paul senior        | Preston Henn       | Rang 4      |                  |
| 1981 | Bayside Disposal Racing        | Porsche 935/80      | Hurley Haywood          | Bruce Leven        | Gesamtsieg  |                  |
| 1982 | Bayside Disposal Racing        | Porsche 935/80      | Hurley Haywood          | Bruce Leven        | Rang 5      |                  |
| 1983 | Bayside Disposal Racing        | Porsche 935/80      | Hurley Haywood          |                    | Rang 3      |                  |
| 1984 | Bayside - Löwenbrau            | Porsche 935/80      | Hurley Haywood          | Claude Ballot-Léna | Ausfall     | Motorschaden     |
| 1985 | Holbert Racing                 | Porsche 962         | Derek Bell              | Al Unser junior    | Rang 2      |                  |
| 1986 | Holbert Racing                 | Porsche 962         | Derek Bell              | Al Unser junior    | Rang 3      |                  |
| 1987 | Holbert Racing                 | Porsche 962         | Chip Robinson           |                    | Rang 2      |                  |
| 1988 | Holbert Racing                 | Porsche 962         | Chip Robinson           |                    | Ausfall     | Motorschaden     |